# Coleocephalocereus fluminensis
Coleocephalocereus fluminensis es una especie de planta suculenta perteneciente al género Coleocephalocereus, dentro de la familia Cactaceae. Es endémica del sudeste de Brasil.

## Descripción

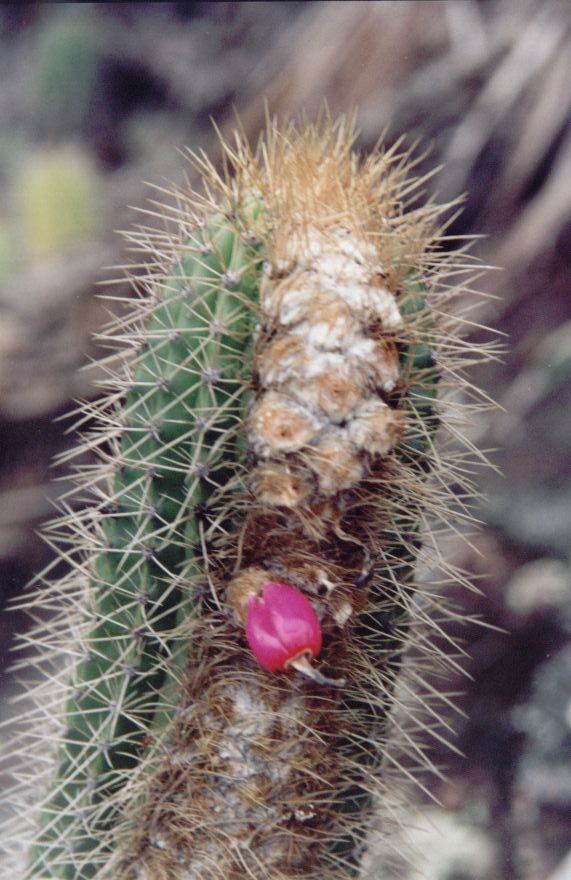
Detalle del fruto

Coleocephalocereus fluminensis es una especie de cactus que crece semipostrado con las puntas de los brotes hacia arriba. Los tallos son de color verde oscuro, se ramifican en la base y alcanzan longitudes de hasta 3 m, con diámetros de hasta 10 cm. 

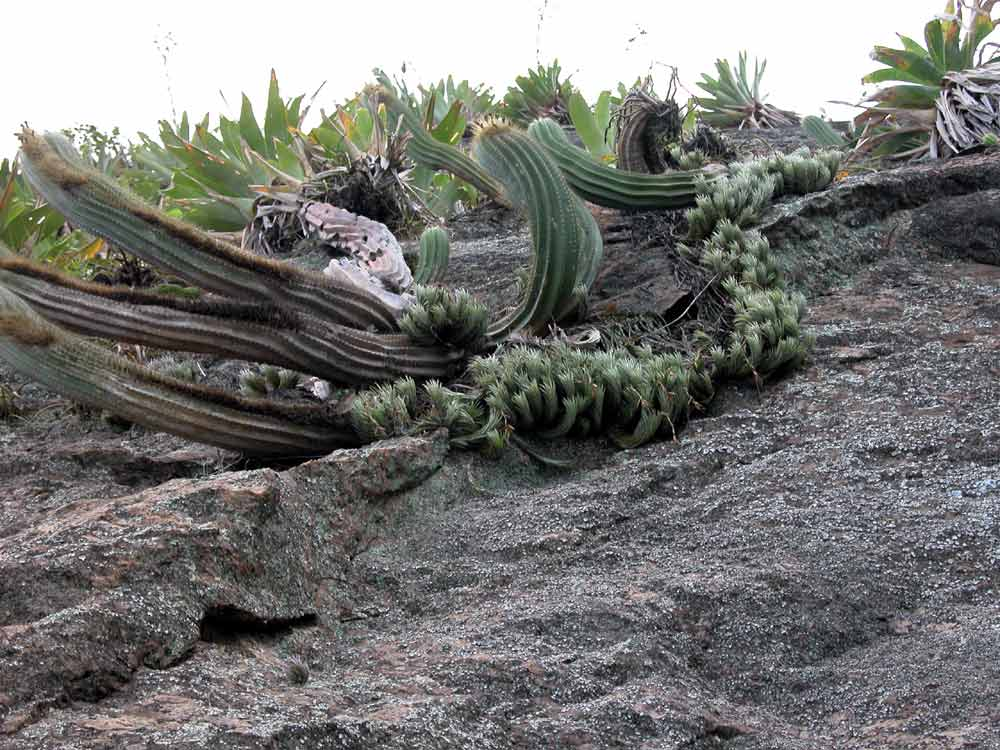
Vista de la planta

Presenta de 5 a 17 costillas rectas ligeramente divididas en jorobas, sobre las que se asientan las areolas. En ellas se distingue una única espina central que inicialmente es de color amarillo parduzco y luego se vuelve gris. También tienen de 4 a 14 espinas radiales amarillentas que también se vuelven grises con la edad y pueden llegar a medir hasta 3 cm de largo.
Las flores son de color blanquecino a rosa pálido, son nocturnas y miden hasta 7 cm de largo. Nacen en una estructura lanosa llamada cefalio que puede medir hasta 5 cm de ancho y hasta 1 m de largo. Éste aparece lateralmente y está formado por abundante lana blanca y cerdas con numerosas espinas finas.

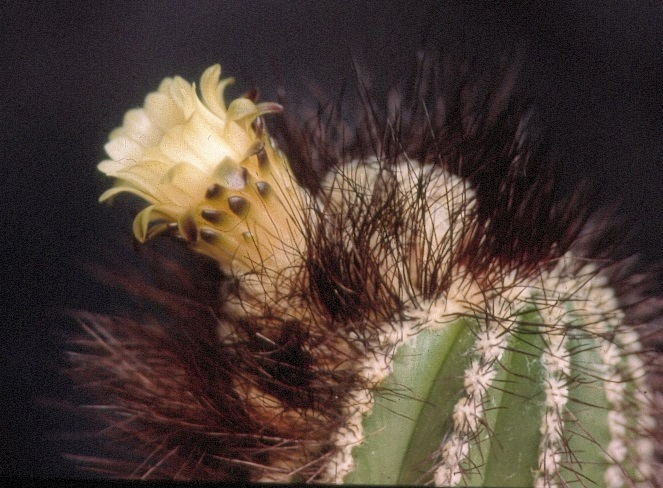
Detalle de la flor

Los frutos son delgados y tienen forma de maza. Son de color púrpura brillante y miden entre 2 y 3 cm de largo.

## Distribución y hábitat

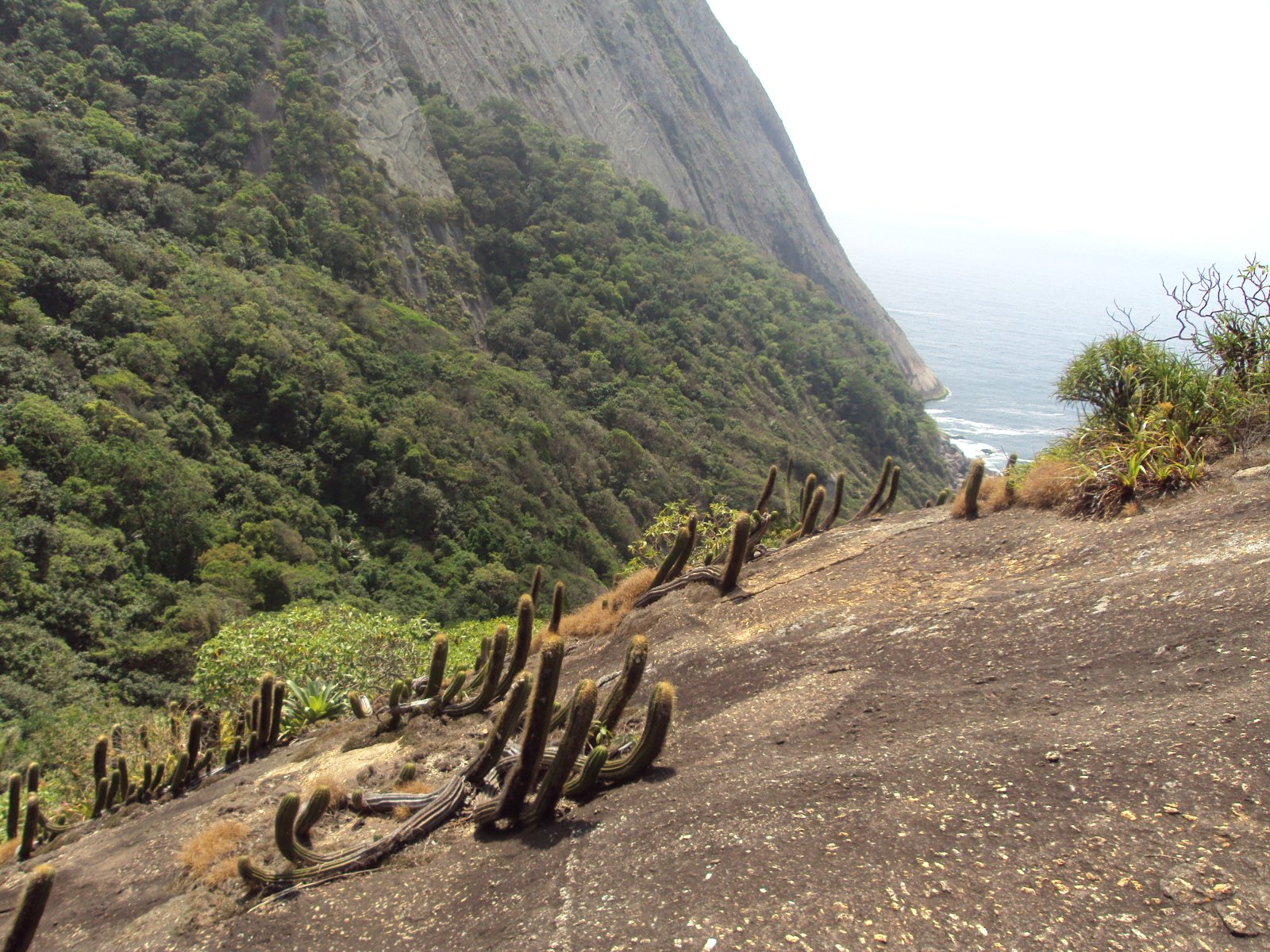
En su hábitat

El área de distribución nativa de esta especie es el sudeste de Brasil  y crece principalmente en el bioma tropical estacionalmente seco.

## Taxonomía
La primera descripción de esta especie fue como Cereus fluminensis, publicada en 1838 por el botánico neerlandés Friedrich Anton Wilhelm Miquel en la revista científica Bulletin des Sciences Physiques et Naturelles en Neerlande 1: 48.
Posteriormente, el botánico alemán Curt Backeberg colocó la especie en el género Coleocephalocereus, pasando a llamarse Coleocephalocereus fluminensis  y anotando estos cambios en la revista científica Cactaceae. Jahrbücher der Deutschen Kakteen-Gesellschaft 1941(2): 53 en el año 1942.
Etimología
- Coleocephalocereus: nombre genérico que proviene de las palabras griegas koleos (que significa "vaina"), y cephalé (que significa "cabeza", en alusión a la estructura lanosa llamada cefalio donde nacen sus flores), y de la palabra latina cereus (que se traduce como "vela" o "cirio"), haciendo alusión a su forma alargada perfectamente recta. También puede hacer referencia al género Cereus, por lo que se traduciría como "cereus con cabeza o cefalio en forma de vaina".
- fluminensis: epíteto geográfico que hace referencia a la presencia de la especie en el área de Río de Janeiro, la cual se conoce en latín como 'Flumen Januarii'.[6]

### Variedades
Actualmente se aceptan dos variedades:
| Imagen | Variedad                                                  | Descripción                          | Distribución      |
| ------ | --------------------------------------------------------- | ------------------------------------ | ----------------- |
|        | Coleocephalocereus fluminensis var. braamhaarii P.J.Braun | Tallo más delgado y de menor altura. | Sudeste de Brasil |
|        | Coleocephalocereus fluminensis var. fluminensis           | Tallo más robusto y de mayor altura. | Sudeste de Brasil |

Sinonimia
- Sinónimos de Coleocephalocereus fluminensis var. braamhaarii:
  - Coleocephalocereus fluminensis subsp. braamhaarii (P.J.Braun) P.J.Braun & Esteves (1995)

- Sinónimos de Coleocephalocereus fluminensis var. fluminensis:
  - Cereus paulensis (Speg.) Werderm. (1931)
  - Coleocephalocereus diersianus P.J.Braun & Esteves (1988)
  - Coleocephalocereus fluminensis subsp. paulensis (F.Ritter) P.J.Braun & Esteves (1995)
  - Coleocephalocereus fluminensis var. paulensis (F.Ritter) P.J.Braun (1991)
  - Coleocephalocereus paulensis F.Ritter (1968)
  - Leocereus paulensis Speg. (1925)
  - Pilocereus melocactus K.Schum. (1893)
  - Pilocereus vellozoi Lem. (1862)

## Estado de conservación
En la Lista Roja de Especies Amenazadas de la UICN, la especie está clasificada como de “Preocupación Menor (LC)”.

## Usos

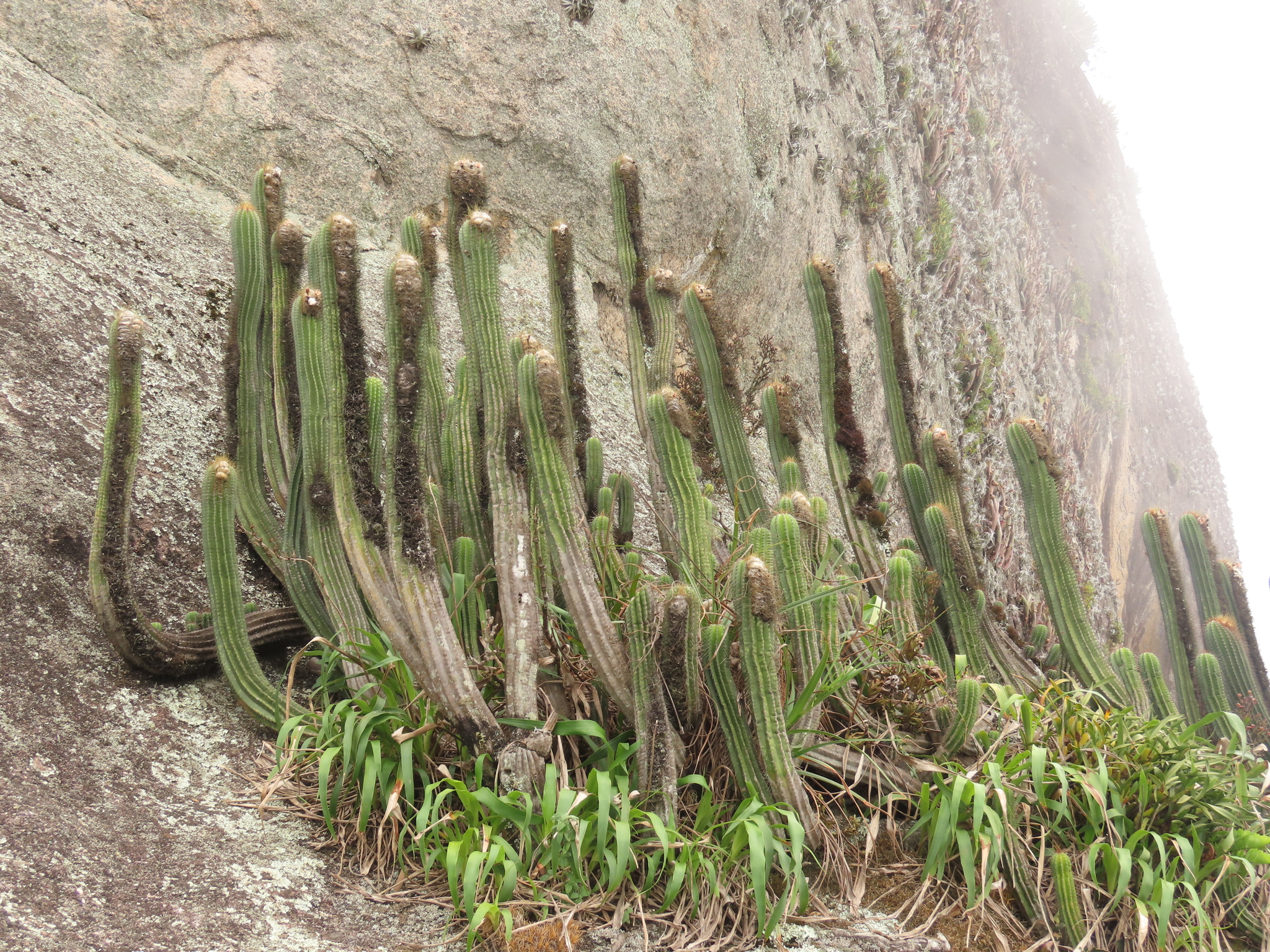
En su hábitat

Se cultiva principalmente como planta ornamental y su propagación se realiza a través de esquejes o semillas.